# Born digital
Born digital je označení pro dokument, který je původní v digitální podobě. To je v kontrastu s procesem digitalizace, kdy jsou analogové materiály převáděny do digitální podoby, například při tvorbě skenováním fyzických papírových záznamů. S digitalizací se lze nejčastěji setkat v prostředí digitálních knihoven, například v souvislosti s uchováváním digitálních záznamů a duševním vlastnictvím. S vývojem a rozšířením technologií se začal rozvíjet koncept born digital i v odvětvích zaměřených na individuální spotřebitele. Zvláště patrné to bylo s nástupem e-knih a rozvojem digitální hudby.

## Rozpor v definicích
V definicích pojmu born digital existuje nekonzistence v souvislosti s tím, jaké znaky mají mít dokumenty, které jsou takto označeny. Dle jednoho stanoviska  musí materiály existovat výhradně v digitální podoběꓼ pokud je lze přenést do fyzické neboli  analogové podoby, za born digital skutečně považovány nejsou.[zdroj?] Jiné stanovisko se kloní k identifikaci dvou typů digitálně vzniklých obsahů, „exclusive digital“ (neboli „výhradně digitální“) a „digital for print („digitální pro tisk“), což umožňuje širší pojetí klasifikace dokumentů, než jakou poskytuje definice předchozí. Třetí  stanovisko tvrdí, že určitá díla mohou zahrnovat složky, které jsou jak digitálně vzniklé, tak pouze digitalizované. To ještě více znemožňuje vymezit přesné hranice mezi tím, co by mělo být považováno za born digital, a co ne.
Existují některé univerzální principy pojetí napříč uvedenými definicemi, které jasně ustanovují, že médium vzniklé digitálně musí mít digitální původ a musí umožňovat využití v digitální podobě, zatímco nemusí existovat ani být využíváno jako analogový materiál.

## Historie

Osobní počítač Apple II.

Přesný původ termínu born digital se neváže na jednotlivce nebo konkrétní skupinu lidí. Vznikl tedy jako spíše jako výsledek procesu evoluce technologií a počítačových systémů. Ke vzniku born digital dokumentů přispělo několik průlomových milníků, například samotný vývoj počítačů jako ENIAC a UNIVAC I. v polovině 20. století, poté v 80. a 90. letech 20. století první vlna osobních počítačů, nástup internetu a digitálních médií, jako jsou digitální fotografie a zvukové soubory. S rozvojem mobilních technologií a sociálních sítí na přelomu 20. a 21. století se digitální obsah stal integrální součástí každodennosti.

## Příklady born digital dokumentů

### Šedá literatura
V průběhu tvorby odborných dokumentů se většina univerzit zaměřuje na využívání elektronického publikování a internetových archivů. Vysokoškolská komunikace je téměř zcela digitalizována a probíhá prostřednictvím online platforem, což přináší přechod od tradičních formátů. Některé dokumenty jsou vytvářeny a uchovávány pouze v digitální podobě. Patří sem:
- E-mail.
- Dokumenty vytvořené v textových procesorech/editorech nebo pozorované v prohlížečích (Microsoft Word, Google Docs, WordPerfect, Apple Pages, LibreOffice Writer a Adobe Reader).
- Tabulkové procesory používané k organizování a vytváření tabulek dat jsou téměř výhradně digitální (Microsoft Excel, Google Sheets, LibreOffice Calc).
- Prezentace vytvořené pomocí softwaru jako Microsoft PowerPoint, Google Slides, LibreOffice Impress a Prezi.

### Digitální fotografie
Převaha digitálních fotoaparátů vytváří z digitálních fotografií jednu z nejrychleji rostoucích forem born-digital obsahu. Důležité je zajištění aktuálního stavu těchto fotografií. Péči je třeba zaměřit na barevný prostor a kompresi, které mohou ovlivnit integritu souborů fotografií. Digitální fotografie se stávají předmětem rozsáhlých znalostí, akumulovaných během mnoha let kurátorství sbírek tohoto typu.

### Digitální publikace
Jde o materiály, které jsou běžně zveřejňovány v digitální podobě. Komerční publikace jako hudební CD, filmy na DVD a videohry jsou na poměrně stabilních médiích. Když ale dojde k nahrazení těchto médií, obsah je často znovu vydáván v nových formátech. Knihovny mají tendenci držet krok s formáty, které jejich uživatelé chtějí. Licencování a autorská práva ztěžují knihovnám nebo archivům přístup k těmto formátům. V případě, že obsah ztratí svou komerční hodnotu, bude materiál ztracen, pokud někdo nepřevezme opatrovnickou odpovědnost.

### Elektronické záznamy

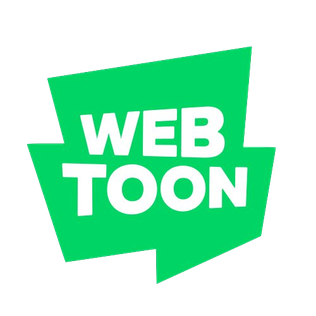
Platforma Webtoon pro webové komiksy.

Zahrnují vládní dokumenty, lékařské zprávy, firemní dokumenty, institucionální a organizační archivy. Tento typ souborů se může skládat převážně z dokumentů ve formátu textového editoru nebo se jedná o dokumenty typu e-maily, databáze, tabulky, prezentace a jiné, z nichž lze číst pouze pomocí proprietárního softwaru.

### Digitální umění
Jedná se o umění vytvořené pomocí počítače. Zahrnuje vizuální média, digitální animaci, počítačově podporovaný design, 3D modely a interaktivní umění. Příkladem výhradně digitálního umění jsou webové komiksy. Mohou být později tvůrcem vytištěny, ale protože byly šířeny pouze prostřednictvím internetu, jsou považovány za digitální média. Existují platformy specifické pro webové komiksy, např. Webtoon, ale někteří autoři si vytváří své vlastní domény.

## Problémy

### Archivace
Digitální uchovávání zahrnuje ochranu, údržbu digitálního obsahu a také nepřetržitou archivaci. Ke znakům trvalého poškození born digital materiálů patří například degradace adresy URL, jejímž důsledkem je odkazování na již nedostupné stránky na internetu. Problémem je i nekompatibilita kvůli zastarání hardwaru a softwaru.  V souvislosti s potřebou archivace vyvstávají také u born digital materiálů otázky, co je a co není třeba uchovávat a nadále obnovovat. Propojování obsahu pomocí hyperlinků hraje v digitálním prostředí zásadní roli, a jelikož denně do tohoto prostředí přibývá množství digitálního obsahu, je zodpovědností institucí, aby rozhodly, zdali k born digital materiálům budou udržovat přístup, či nikoli.

### Dostupnost
Dostupnost dat je přímo spojená s archivací, protože poškozené nebo zablokované URL či nekompatibilita mohou uživatelům zabránit v přístupu k born digital dokumentům. Tento jev může vzniknout z technických důvodů, kvůli změnám v internetové infrastruktuře nebo záměrnému omezení přístupu. Udržování a aktualizace odkazů je klíčové pro trvalejší dostupnost a uchování dat.
Dalším aspektem ovlivňujícím uživatelskou zkušenost je špatná kvalita videa nebo čitelnost textu. Pro uživatele s postižením jsou nezbytné kompenzační pomůcky, například rozpoznávání řeči, čtečky nebo zvětšovače obrazovky.
Většina born digital dokumentů není dostupná z důvodu soukromí či copyrightu. Odstranění tohoto problému vyžaduje jednání s držiteli autorských práv za účelem získání oprávnění. Řešením by mohlo být například poskytování online přístupu pouze registrovaným uživatelům.

### Licencování
Licencování je právní mechanismus regulující užívání a distribuci duševního vlastnictví, zejména v digitálním prostředí. Tato právní dohoda umožňuje držitelům práv stanovit podmínky pro užívání jejich děl a chrání tvůrčí a ekonomická práva vlastníků. Na rozdíl od tradičních médií může být digitální obsah spíše licencován než vlastněn, což omezuje možnosti konečného uživatele; například software, elektronické knihy nebo hudba jsou nabízeny na základě licencí, které stanovují podmínky pro jejich užívání.
Licencování je spojeno s problémem pirátství digitálního obsahu. Autorské právo neklade žádná omezení na prodej legitimně získaných kopií autorského díla. Je tedy plně v souladu se zákonem, když zákonný vlastník knihy nebo CD, jejichž obsah je chráněn autorským právem, knihu nebo CD prodá. Tento princip zákon definuje tak, že právo autora na šíření originálu je vyčerpáno prvním prodejem, kterým je dílo legitimně rozšířeno. Nedá se však efektivně aplikovat na digitální obsah kvůli specifickým podmínkám digitálních licencí. Digitální materiály mohou být snadno kopírovány a šířeny, což představuje riziko porušení licenčních dohod i ztrátu příjmu pro vlastníky duševního vlastnictví.